# Будинарци
Будинарци (макед. Будинарци) — село в Республике Македония, входит в общину Берово.
Село расположено в историко-географическом регионе Малешево, к северо-западу от административного центра общины — города Берово на берегу реки Брегалница. Высота над уровнем моря — 848 м.

## История
В исторических источниках в 1621—1622 гг, село указано как Будуниче, в вилаете Малешева Османской империи, причём джизья взималась тогда с 13 домохозяев Будуниче.
В справочнике Ethnographie des Vilayets d'Andrinople, de Monastir et de Salonique (Этнография вилаетов Адрианополь, Монастир и Салоники) изданном в Константинополе на французском языке в 1873 году, село указано, как Будакёй , в котором было 60 домохозяйств и население 287 жителей — болгар. В 1900 году здесь проживало 800 болгар (македонцев)—христиан. В 1905 году 640 жителей села были прихожанами церкви Болгарской екзархии, в селе была школа.
В окрестностях села Будинарци расположен ряд археологических объектов:
- гробница времён железного века — Поповица (см. на македонск.);
- городище древнеримской эпохи — Градиште (см. на македонск.);
- селище древнеримской эпохи — Лаките (см. на македонск.);
- селище древнеримской эпохи — Селиште (см. на македонск.);
- курган (некрополь) древнеримской эпохи — Авлия (см. на македонск.);
- курган древнеримской эпохи — Чука (см. на македонск.);
- селище позденеантичной эпохи — Каменица (см. на македонск.);
- селище позденеантичной эпохи — Присой (см. на македонск.).

## Население
Этническая структура населения в селе по переписи населения 2002 года:
- македонцы — 681 житель;
- сербы — 1 житель.

## Люди, связанные с селом
- Смокварски, Глигор[макед.] (1914—1984) — македонский композитор, кларнетист и музыковед, уроженец села.
- Поповски, Глигор[макед.] (1928—2007) — македонский поэт и детский писатель, уроженец села.